# Am Pfingsthut
Das Naturschutzgebiet Am Pfingsthut liegt im Landkreis Hildburghausen in Thüringen. Das Gebiet erstreckt sich südöstlich des Kernortes der Gemeinde Westhausen und nordwestlich von Gellershausen, einem Ortsteil der Stadt Heldburg. Westlich des Gebietes verläuft die Landesstraße L 2671 und östlich die L 1134. Südwestlich erstreckt sich das 45,8 ha große Naturschutzgebiet Lachenwäldchen und nordöstlich das etwa 332 ha große FFH-Gebiet Wiesen im Grabfeld (siehe Liste der FFH-Gebiete in Thüringen).

## Bedeutung
Das 33,4 ha große Gebiet mit der Kennung 135 wurde im Jahr 1967 unter Naturschutz gestellt. 